# 保卡爾區
保卡爾區（西班牙語：Distrito de Paucar），是秘魯的一個區，位於該國中部帕斯科大區的丹尼爾阿爾西德斯卡里翁省，始建於1952年12月4日，面積134.18平方公里，海拔高度3,350米，2005年人口2,224，人口密度每平方公里17人。